# Zwartkopzwiepfluiter
De zwartkopzwiepfluiter (Psophodes olivaceus) is een zangvogel uit de familie Psophodidae (zwiepfluiters).

## Verspreiding en leefgebied
Deze soort is endemisch in Australië en telt twee ondersoorten:
- P. o. lateralis: noordoostelijk Australië.
- P. o. olivaceus: van oostelijk tot zuidoostelijk Australië.

## Status
De grootte van de populatie is niet gekwantificeerd maar de soort wordt omschreven als plaatselijk vrij algemeen. Op de Rode lijst van de IUCN heeft deze soort de status niet bedreigd.